# Нервеза-делла-Батталья
Нервеза-делла-Батталья (італ. Nervesa della Battaglia, вен. Nervexa deła Bataja) — муніципалітет в Італії, у регіоні Венето, провінція Тревізо.
Нервеза-делла-Батталья розташована на відстані близько 440 км на північ від Рима, 45 км на північ від Венеції, 19 км на північ від Тревізо.

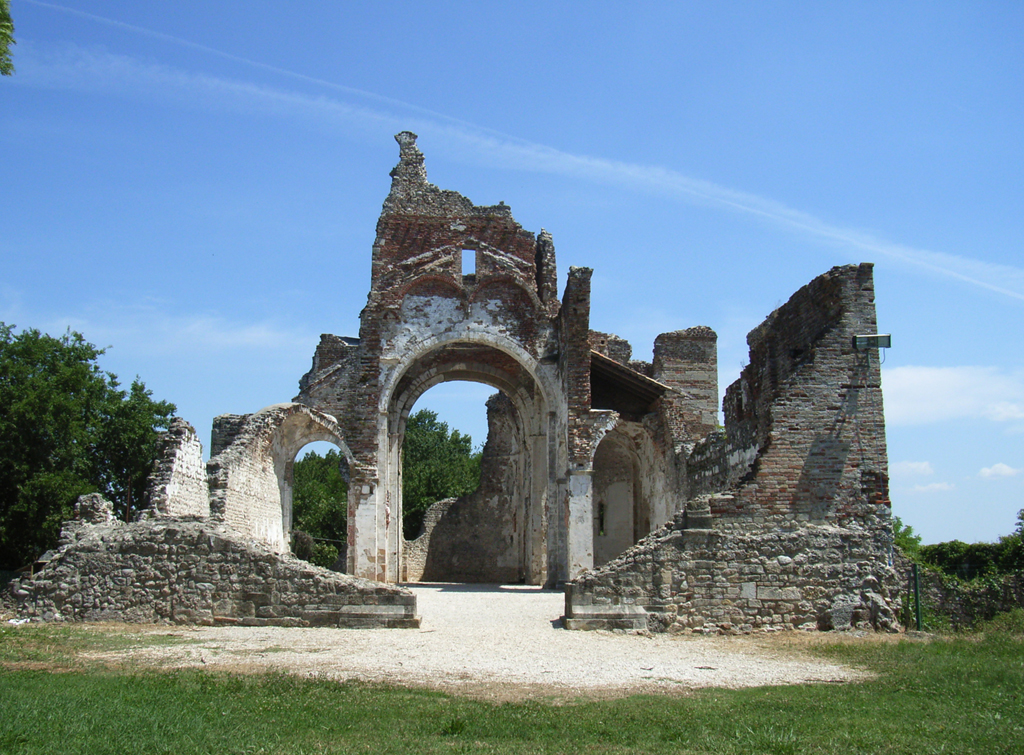

Населення — 6841 особа (2014).
Покровитель — San Gerolamo.

## Демографія
Населення за роками:

Станом на 1 січня 2023 року в муніципалітеті офіційно проживав 591 іноземець з 51 країни, серед них 201 громадянин країн Євросоюзу та 20 громадян України.

## Сусідні муніципалітети
- Аркаде
- Джавера-дель-Монтелло
- Санта-Лучія-ді-П'яве
- Серналья-делла-Батталья
- Спрезіано
- Сузегана